# Apostolisches Vikariat Tabuk
Das Apostolische Vikariat Tabuk (lat.: Apostolicus Vicariatus Taytayensis) ist ein in Philippinen gelegenes römisch-katholisches Apostolisches Vikariat mit Sitz in Tabuk City.

## Geschichte
Papst Johannes Paul II. gründete am 6. Juli 1992 es aus Gebietsabtretungen des Apostolischen Vikariates  Mountain Provinces (Montagnosa).

## Apostolische Vikare von Tabuk
- Carlito Cenzon CICM, 6. Juli 1992 – 25. Januar 2002, dann Apostolischer Vikar von Baguio
- Prudencio Padilla Andaya junior CICM, seit dem 16. April 2003 – 8. Dezember 2024, dann Bischof von Cabanatuan
- Sedisvakanz, seit 8. Dezember 2024